# Reynolds (Nebraska)
Reynolds és una població dels Estats Units a l'estat de Nebraska. Segons el cens del 2000 tenia 88 habitants.

## Demografia
Segons el cens del 2000, Reynolds tenia 88 habitants, 44 habitatges, i 24 famílies. La densitat de població era de 135,9 habitants per km².
Dels 44 habitatges en un 27,3% hi vivien nens de menys de 18 anys, en un 47,7% hi vivien parelles casades, en un 6,8% dones solteres, i en un 43,2% no eren unitats familiars. En el 38,6% dels habitatges hi vivien persones soles el 20,5% de les quals corresponia a persones de 65 anys o més que vivien soles. El nombre mitjà de persones vivint en cada habitatge era de 2 i el nombre mitjà de persones que vivien en cada família era de 2,68.
Per edats la població es repartia de la següent manera: un 21,6% tenia menys de 18 anys, un 2,3% entre 18 i 24, un 27,3% entre 25 i 44, un 23,9% de 45 a 60 i un 25% 65 anys o més.
L'edat mediana era de 44 anys. Per cada 100 dones de 18 o més anys hi havia 97,1 homes.
La renda mediana per habitatge era de 16.250 $ i la renda mediana per família de 37.500 $. Els homes tenien una renda mediana de 45.417 $ mentre que les dones 17.500 $. La renda per capita de la població era de 15.579 $. Aproximadament el 16,7% de les famílies i el 22,8% de la població estaven per davall del llindar de pobresa.

## Poblacions més properes
El següent diagrama mostra les poblacions més properes.